# 羅傑·羅博
羅傑·羅博（Roger Robb，1907年7月7日—1985年12月19日）是美国哥伦比亚特区联邦巡回上诉法院的美国联邦法官和律師。他曾於1954年擔任美国原子能委员会奥本海默安全许可听证会的特別顧問，該聽證會導致罗伯特·奥本海默的安全許可證被吊銷。

## 早期生活
羅傑·羅博出生於佛蒙特州貝洛斯福爾斯，他的父親是美国哥伦比亚特区联邦巡回上诉法院法官查爾斯·亨利·羅博。1928年羅傑·羅博獲得耶鲁大学獲得文学士學位，並於1931年獲得耶鲁法学院法學學士學位。1931年至1938年期間，他擔任哥倫比亞特區的美國助理檢察官。

## 职业
1938年至1969年期間，羅傑·羅博在华盛顿哥伦比亚特区从事私人律師業務。

### 著名案例
1950年，羅傑·羅博在一起國會藐視案中擔任美國共產黨領袖厄尔·白劳德的法庭指定律師，儘管他們的政治觀點不同，但白劳德還是表揚了羅傑·羅博。羅傑·羅博還為前國務院官員奧托·奧特普卡辯護，奧特普卡被指控向參議院委員會提供未經授權的材料。
羅傑·羅博曾擔任美国原子能委员会的特別法律顧問，他出席了奥本海默安全许可听证会。在四個星期的時間裡，羅傑·羅博和原子能委员会小組對奧本海默和其他證人進行了審問，據說羅傑·羅博在聽證會上“完全沒有把罗伯特·奥本海默當成證人來看待，而是把奧本海默當成一個被控犯有叛國罪的人。”最終原子能委员会以2比1的投票結果，吊銷了奧本海默的安全許可證。

### 联邦司法部门
1969年4月23日，羅傑·羅博獲得理查德·尼克松總統提名，出任美国哥伦比亚特区联邦巡回上诉法院法官。他於1969年5月5日獲得美国参议院批准，並於1969年5月6日正式上任。他於1982年5月31日出任高級法官，原法官職務由安東寧·斯卡利亞繼任。此後羅傑·羅博一直擔任高級法官直至去世。

## 个人生活
羅布共結過三次婚。他的前兩任妻子瑪麗·恩斯特·庫珀（Mary Ernst Cooper）和莉蓮·諾德斯特羅姆（Lillian Nordstrom）先他一步去世。他的第三任妻子艾琳·賴斯（Irene Rice）在他去世後仍然健在。他有一個兒子，作家丹尼爾·羅布（Daniel Robb）是他的孫子。